# Gilberto Siura
Gilberto Siura Céspedes (Lima, 5 de julio de 1941 - Lima, 24 de mayo de 2018) fue un administrador de empresas y político peruano. Fue congresista de la república en el periodo 1995-2000 y congresista constituyente en 1992. También ejerció como diputado por Arequipa desde 1990 hasta 1992.

## Biografía
Nació en la ciudad de Lima, el 5 de julio de 1941.
Realizó estudios en el Instituto Peruano de Administración de Empresas (IPAE). Posteriormente, realiza una extensa actividad comercial en el sur del país, formando una red de empresas en Arequipa y todo el Sur del Perú, así como en la República de Bolivia.

## Carrera política

### Diputado por Arequipa
Su carrera política se inicia en 1990, cuando se afilia al movimiento Cambio 90 liderado por Alberto Fujimori. Postuló luego a la Cámara de Diputados por el Departamento de Arequipa en las elecciones parlamentarias y resultó elegido como diputado para el periodo parlamentario 1990-1995.
Durante su labor en la Cámara de Diputados obtuvo notables méritos presentando importantes proyectos de ley en beneficio de la población. Su labor fiscalizadora lo llevó a ostentar el cargo de presidente de la Comisión Investigadora de la Intermediación Financiera (Banca Paralela) y posteriormente es elegido como presidente de la Comisión Bicameral Revisora de la Cuenta General de la República, donde dio los alcances normativos que inspiraran la Ley Marco de la Cuenta General de la República (1990–1991).

### Congresista Constituyente
El 5 de abril de 1992, su cargo como diputado es disuelto tras el cierre del Congreso decretado por Alberto Fujimori. Luego del golpe, Siura apoyó la medida dada por el gobierno y se apuntó para la convocatoria a elecciones parlamentarias para la creación del Congreso Constituyente Democrático. Resultó elegido por la coalición Nueva Mayoría - Cambio 90.
Fue vicepresidente de la Comisión de Derechos Humanos y Pacificación Nacional entre 1993 a 1994. Generó polémica su defensa a la masacre contra estudiantes de La Cantuta realizada por las Fuerzas Armadas al mando de Fujimori, en donde Siura desestimaba la investigaciones a la masacre y afirmaba que los estudiantes se habían “autosecuestrado”.

### Congresista de la República
En las elecciones parlamentarias de 1995, fue reelegido como congresista de la república por Cambio 90 - Nueva Mayoría para el periodo 1995-2000. Aquí ejerció como presidente de la Comisión de Defensa (1995–1997) y como miembro de la Comisión de Constitución (1996–1997).
Fue rehén en la toma de la residencia del embajador de Japón, realizada por el Movimiento Revolucionario Túpac Amaru (MRTA) en 1996.
Intentó ser reelegido en las elecciones parlamentarias del año 2000 sin tener éxito y de igual manera en las elecciones del 2001.
Participó en la campaña presidencial de Keiko Fujimori por Fuerza 2011 en las elecciones presidenciales.

## Fallecimiento
El 24 de mayo del 2018, Gilberto Siura falleció a los 76 años de edad tras haber sufrido una fuerte caída en su domicilio en Pueblo Libre, luego de estar internado en el Hospital Rebagliati en estado de coma.